# Gare d'Atlanta
Pour les articles homonymes, voir Atlanta (homonymie).
La gare d’Atlanta (Atlanta Depot  en anglais) est une ancienne gare ferroviaire de la Delaware, Lackawanna and Western Railroad, située au hameau d’Atlanta, maintenant partie du village de Cohocton, au comté de Steuben, de l’État de New York.

## Situation ferroviaire
La gare se trouve sur la ligne du Delaware, Lackawanna and Western Railroad (DL&W), 323,34 miles de New York .

## Histoire et patrimoine ferroviaire
Selon la Société historique de Cohocton, la gare d’Atlanta est construite vers 1882. Un bâtiment préfabriqué en style gothique, elle est construite en majorité par des immigrants italiens de la région .

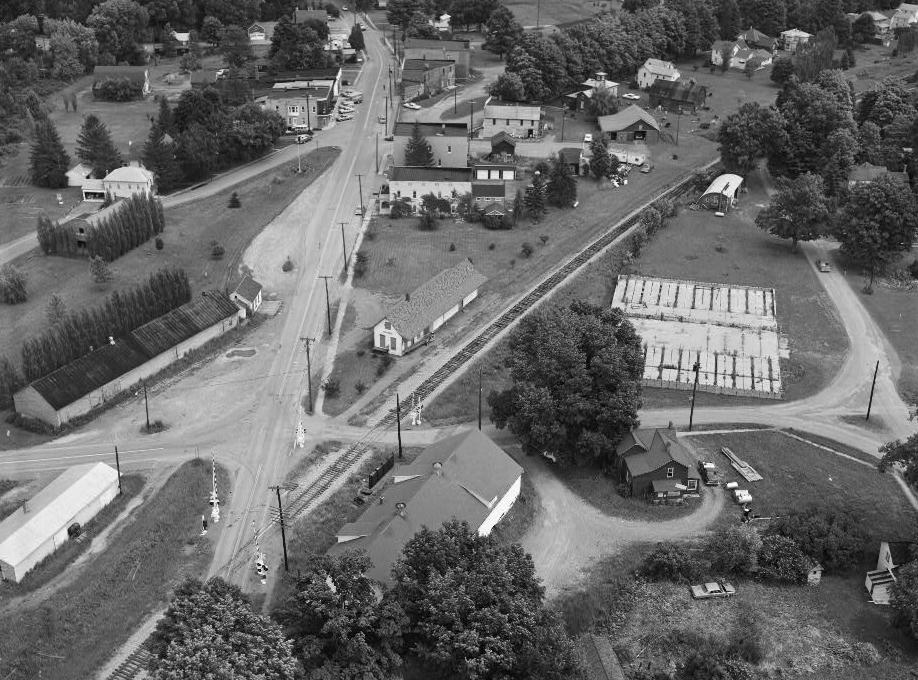
Vue de la gare en relation avec le village avoisinant.

Chaque gare sur la ligne est érigée de façon similaire, "construit à la chaîne". On emmène les pièces préfabriquées et le personnel de construction en train jusqu'à l'emplacement prédéterminé (qui était aussi la fin temporaire des rails); on monte chaque gare une à la fois, en descendant la voie qui est construite au fur et à mesure.  Le coût de production en série des gares et de leur livraison sur le site était nettement inférieur à la construction de manière conventionnelle  . 
La gare est une de plusieurs gares en « style pagode », une des 31 construites par le chemin de fer sur leur ligne principale entre New York et Buffalo, à partir d'environ 1883. D'autres existent aussi au New Jersey et en Pennsylvanie dans ce style. "Il s'agissait de dépôts « combinés », qui servaient à la fois de gares de voyageurs et de gares de fret et disposaient d'installations pour les deux sous un même toit."; le dépôt d'Atlanta est l'une des conceptions "longues" inhabituelles. La plupart de ces gares desserviraient le chemin de fer jusqu'aux années 1950. La gare d'Atlanta est la seule (en 2019) existant encore sur une ligne active de chemin de fer .
Selon un guide aux voyageurs de 1893 : "Ce village se trouve également dans la vallée de Cohocton. Anciennement appelé Bloods [sangs], on pensait qu'il pourrait s'avérer plus prospère et se développer pleinement aussi, si on lui donnait un nom plus agréable. Atlanta est un point d'expédition pour un approvisionnement abondant en raisins qui sont cultivés autour du village de Naples."  .

## Service des voyageurs
Le DL&W faisait la promotion pour les services voyageurs en saison estivale vers Cohocton ou Atlanta.